# Liste d'avions militaires de la montée de la guerre froide
Les avions produits lors des débuts de la guerre froide (de 1946 jusqu'aux années 1960) sont souvent issus de la compétition entre les États-Unis et l'URSS pour la suprématie aérienne. D'autres apparaissent dans des pays comme la France qui cherchent à se constituer une défense nationale solide.

## Avions allemands
- Avions de transport
  - Dornier Do 27
  - Dornier Do 28

- Avions expérimentaux
  - EWR VJ 101

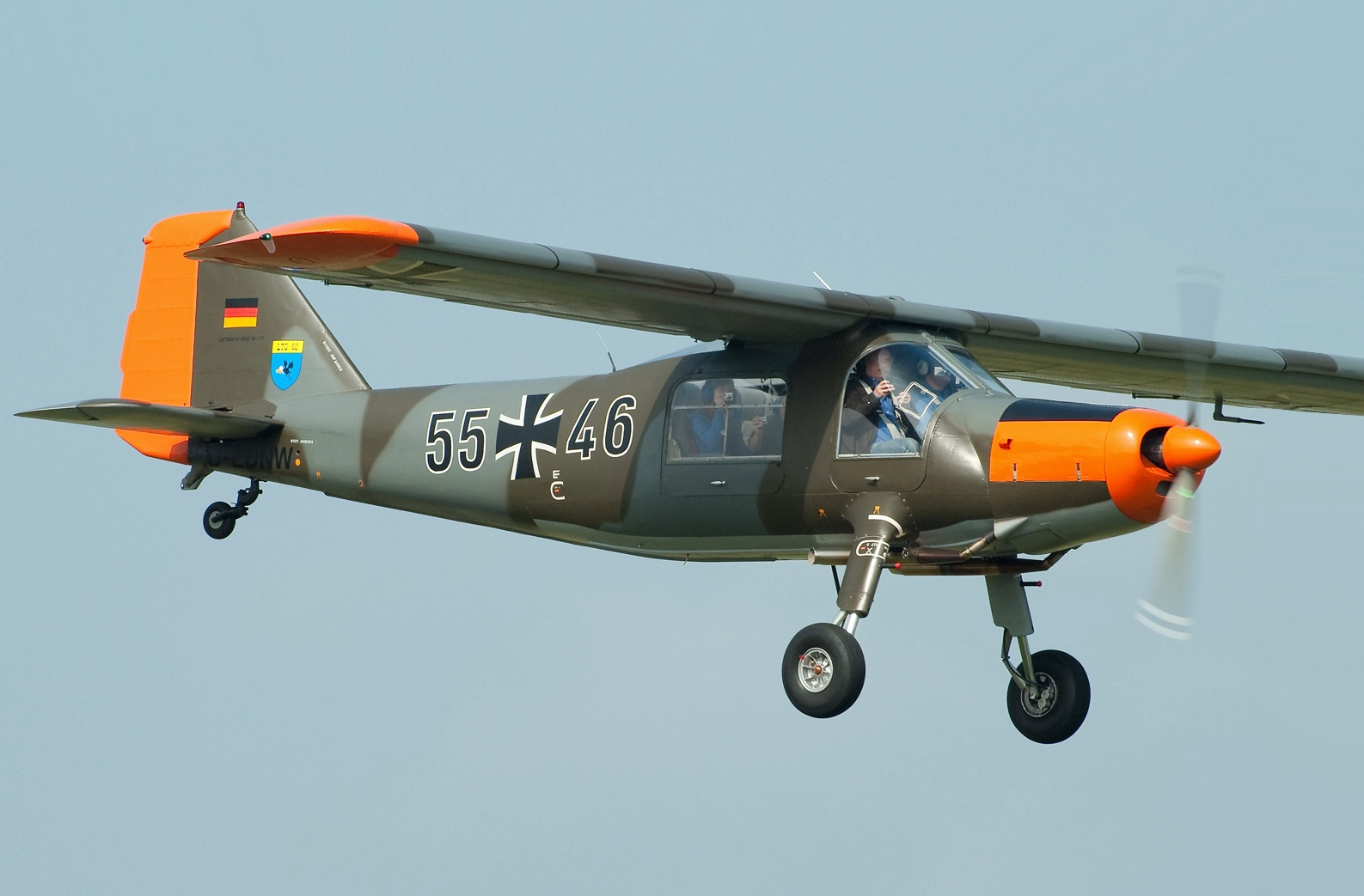
Un exemplaire de Dornier Do 27.

- Avions d'observation, d'instruction et de liaison
  - MBB 223 Flamingo

## Avions américains

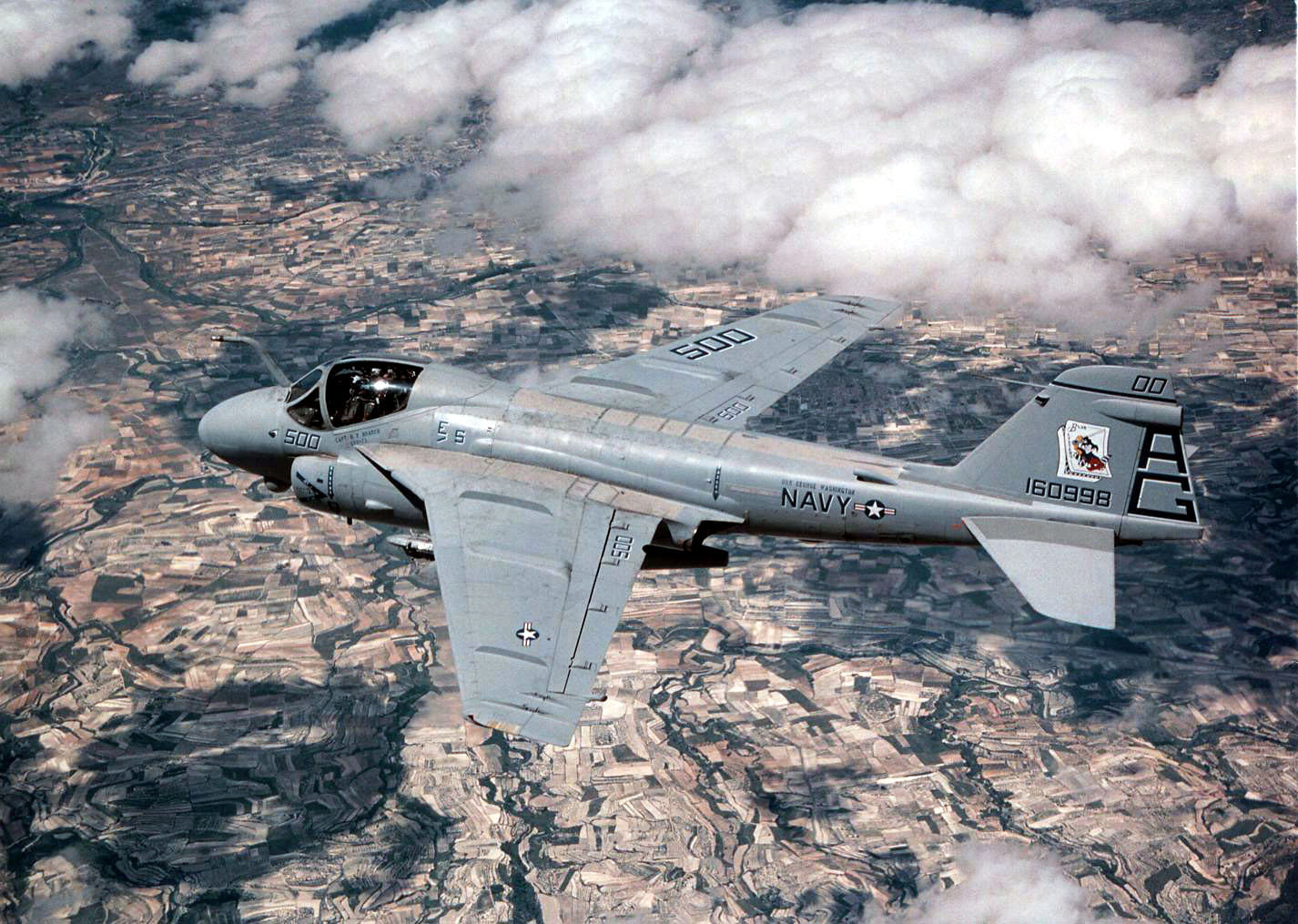
Un A-6 Intruder

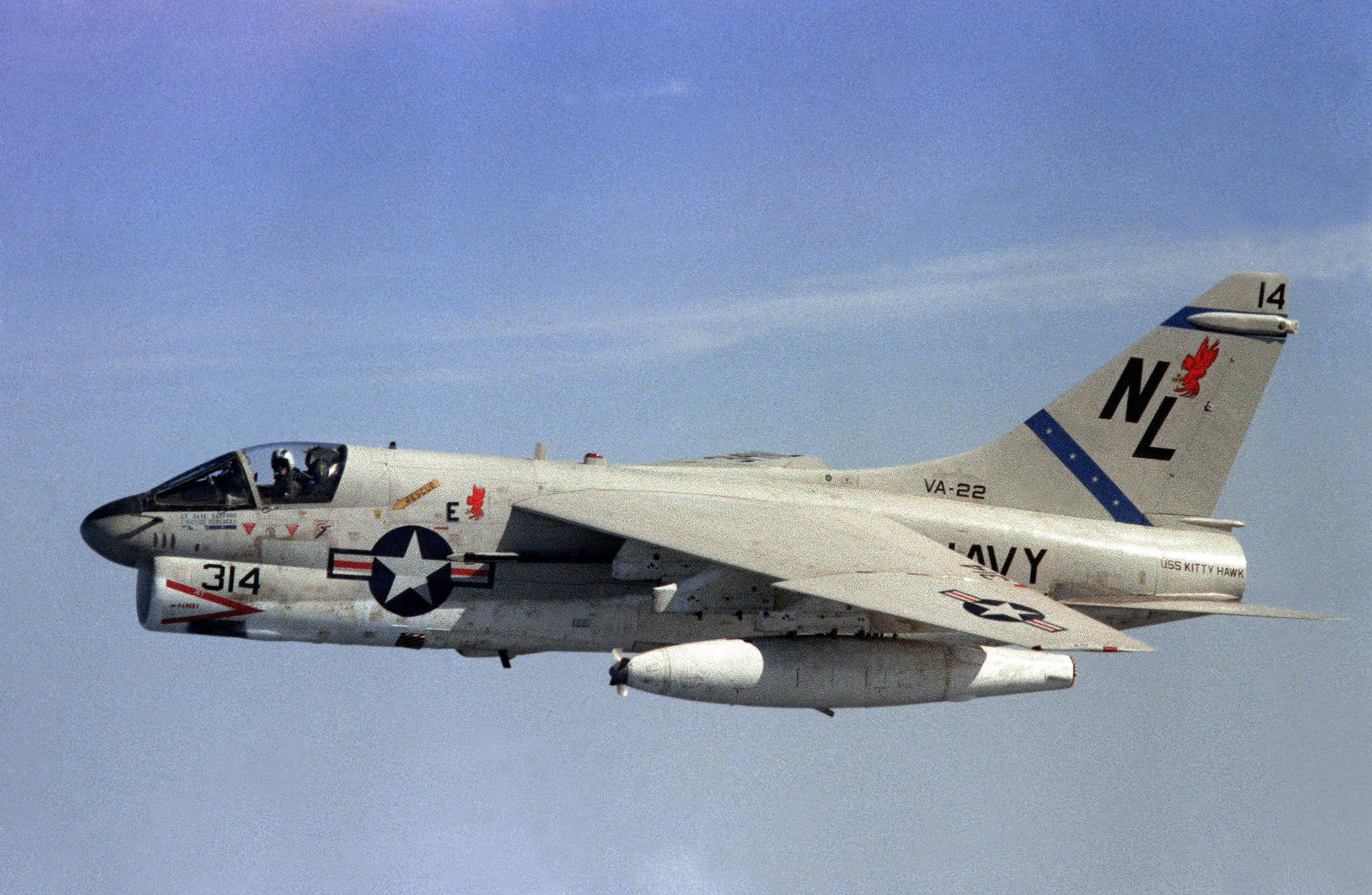
Un A-7 Corsair II

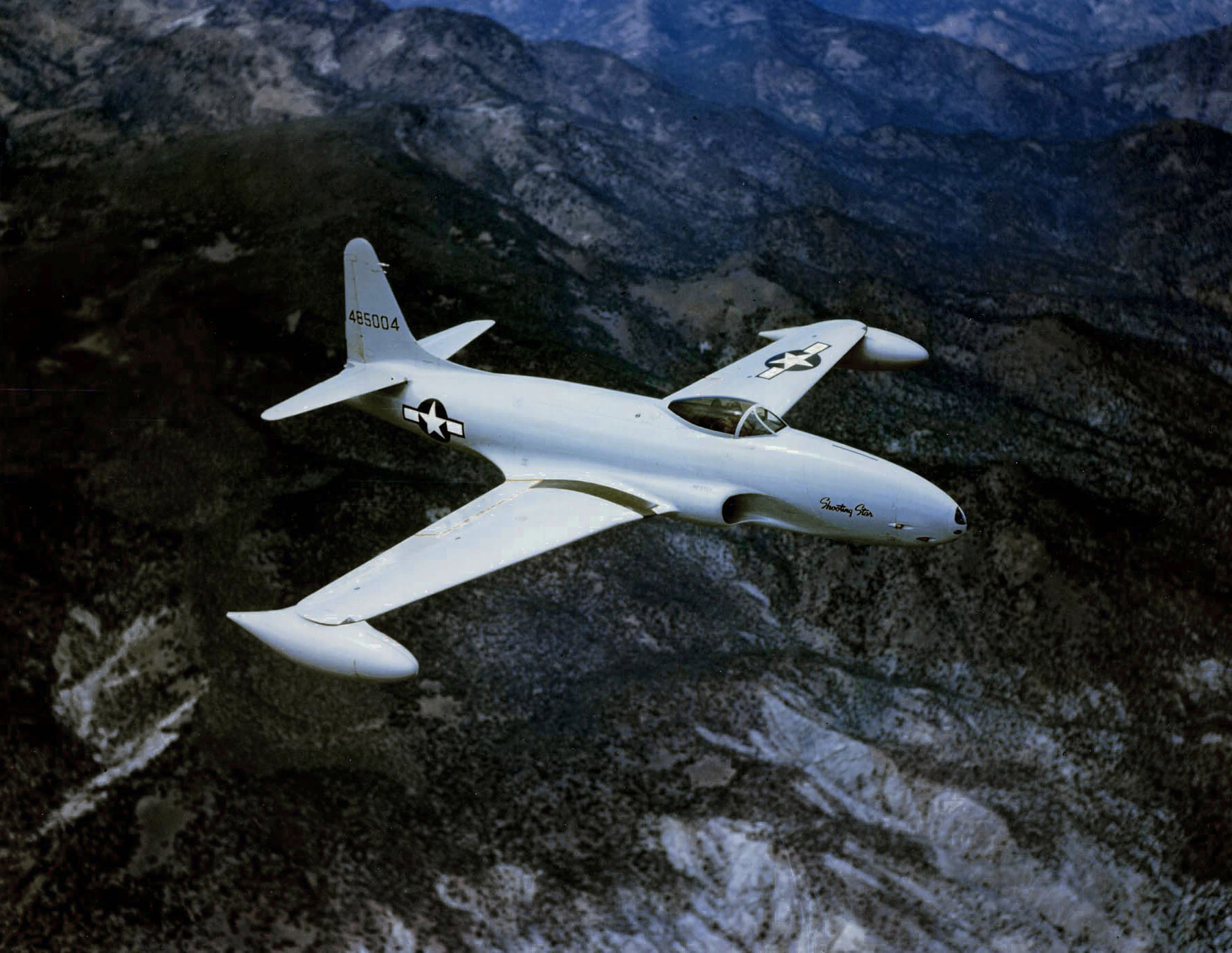
Un P-80 Shooting Star

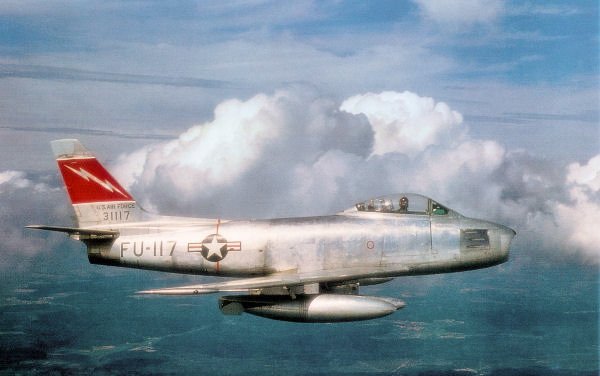
Un F-86 Sabre

- Avions d'attaque au sol
  - Douglas A-1 Skyraider
  - Douglas XA2D Skyshark
  - Douglas A-3 Skywarrior
  - Douglas A-4 Skyhawk
  - North American A-5 Vigilante
  - Grumman A-6 Intruder
  - Vought A-7 Corsair II
  - Grumman S-2 Tracker
  - Martin AM Mauler
  - North American AJ Savage
  - North American OV-10 Bronco

- Chasseurs
  - Chance Vought XF5U-1 Skimmer
  - Convair XFY Pogo
  - Lockheed XFV Salmon
  - McDonnell FH-1 Phantom
  - Grumman XF10F-1 Jaguar
  - Curtiss XF15C-1
  - Mc Donnell F2H-4 Banshee
  - Douglas F3D Skyknight
  - McDonnell F3H-2 Demon
  - Douglas F4D Skyray
  - Northrop F-5 Freedom Fighter
  - Vought F6U Pirate
  - Vought F-7U Cutlass
  - Grumman F7F Tigercat
  - Grumman F8F Bearcat
  - Vought F8 Crusader
  - Grumman F9F Panther
  - Lockheed P-80 Shooting Star
  - Consolidated Vultee XP-81
  - North American F-82 Twin Mustang
  - Bell XP-83
  - Republic F-84 Thunderjet
  - McDonnell XF-85 Goblin
  - North American F-86 Sabre
  - North American FJ-4B Fury
  - Curtiss-Wright XF-87 Blackhawk
  - McDonnell XF-88 Voodoo
  - Northrop F-89 Scorpion
  - Lockheed XF-90
  - Republic XF-91 Thunderceptor
  - Convair XF-92
  - Lockheed F-94 Starfire
  - North American F-100 Super Sabre
  - McDonnell F-101 Voodoo
  - Convair F102 Delta Dagger
  - Lockheed F-104 Starfighter
  - Republic F-105 Thunderchief
  - Convair F-106 Delta Dart
  - North American F-107
  - McDonnell Douglas F-4 Phantom II
  - Douglas F-5U Skylancer
  - Northrop F-5 Freedom Fighter

- Bombardiers
  - Boeing B-47 Stratojet
  - Boeing B-50 Superfortress
  - Boeing B-52 Stratofortress
  - Convair B-36 Peacemaker
  - Convair B-58 Hustler
  - Convair XB-46
  - Douglas A3D-2 Skywarrior
  - Douglas B-26B ou A-26 Invader
  - Douglas XB-43
  - General Dynamics F-111 Aardvark
  - Martin B-57 Canberra
  - Martin XB-48
  - Martin XB-51
  - North American AJ Savage
  - North American B-45 Tornado
  - Northrop XB-35 (Aile volante)
  - Northrop YB-49 (Aile Volante)

- Avions expérimentaux
  - Bell X-1
  - North American XB-70A Valkyrie

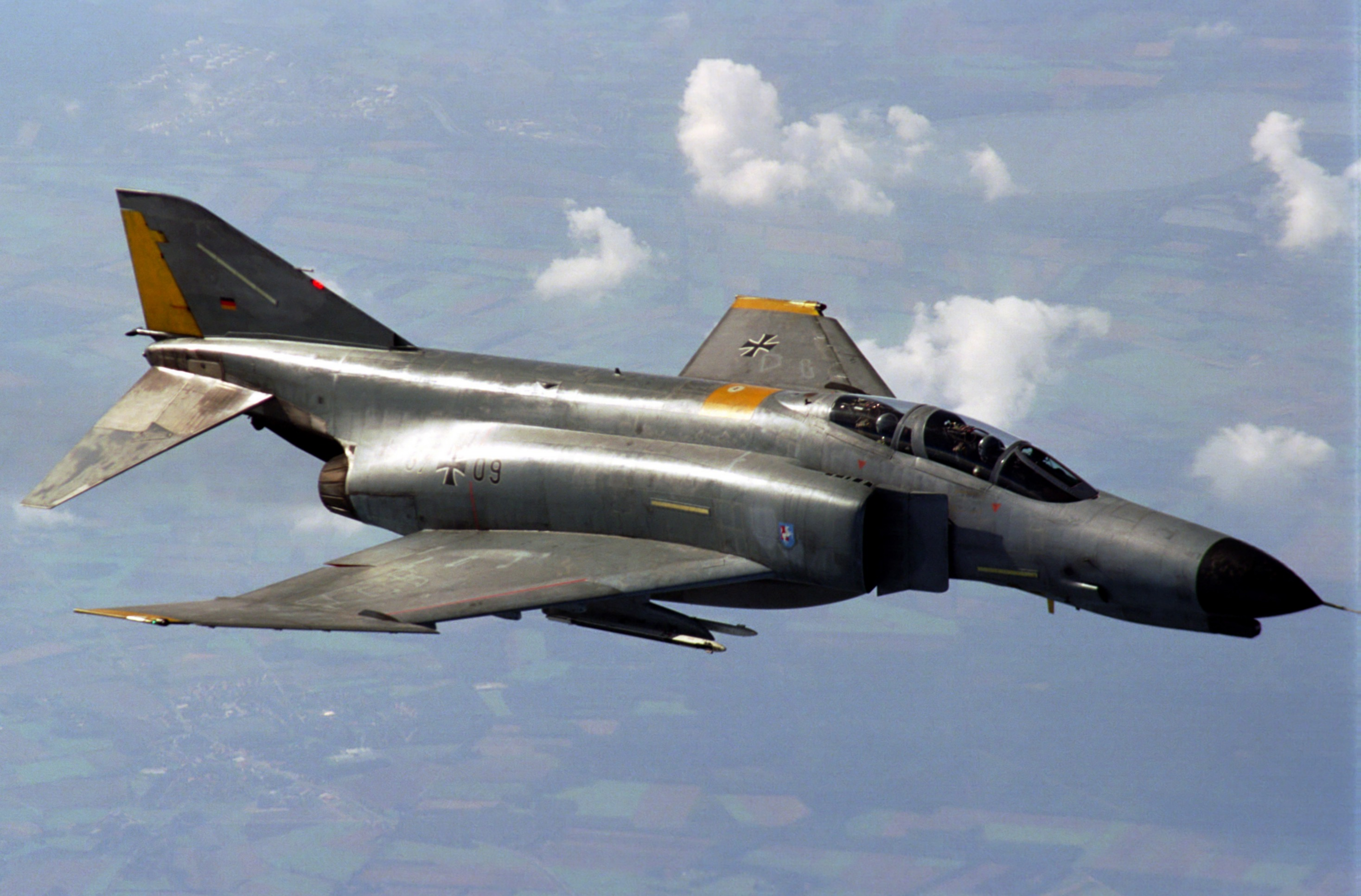
Le F-4 Phantom rendu célèbre par la guerre du Viêt Nam

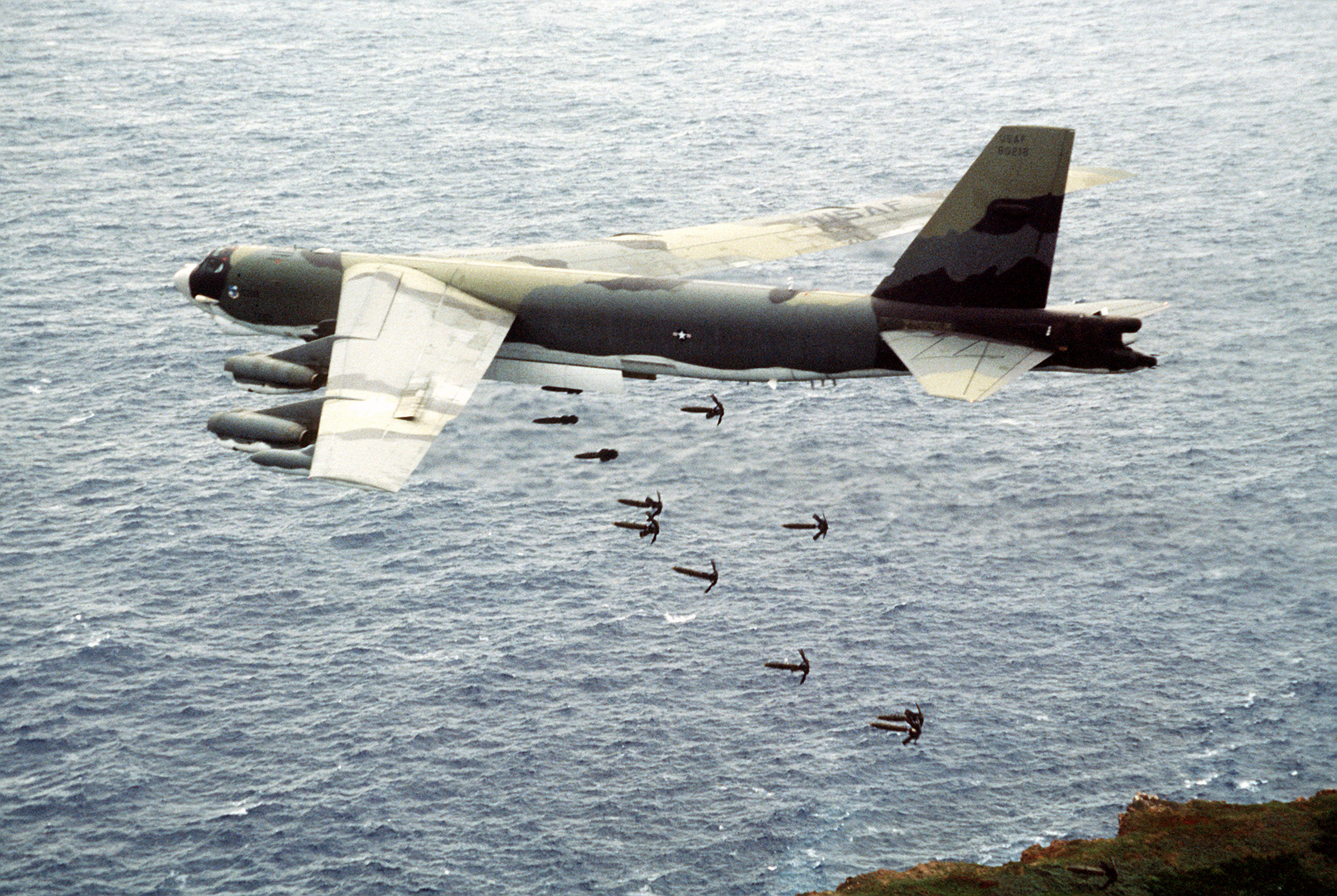
Un Boeing B-52G Stratofortress en action durant la guerre du Viêt Nam

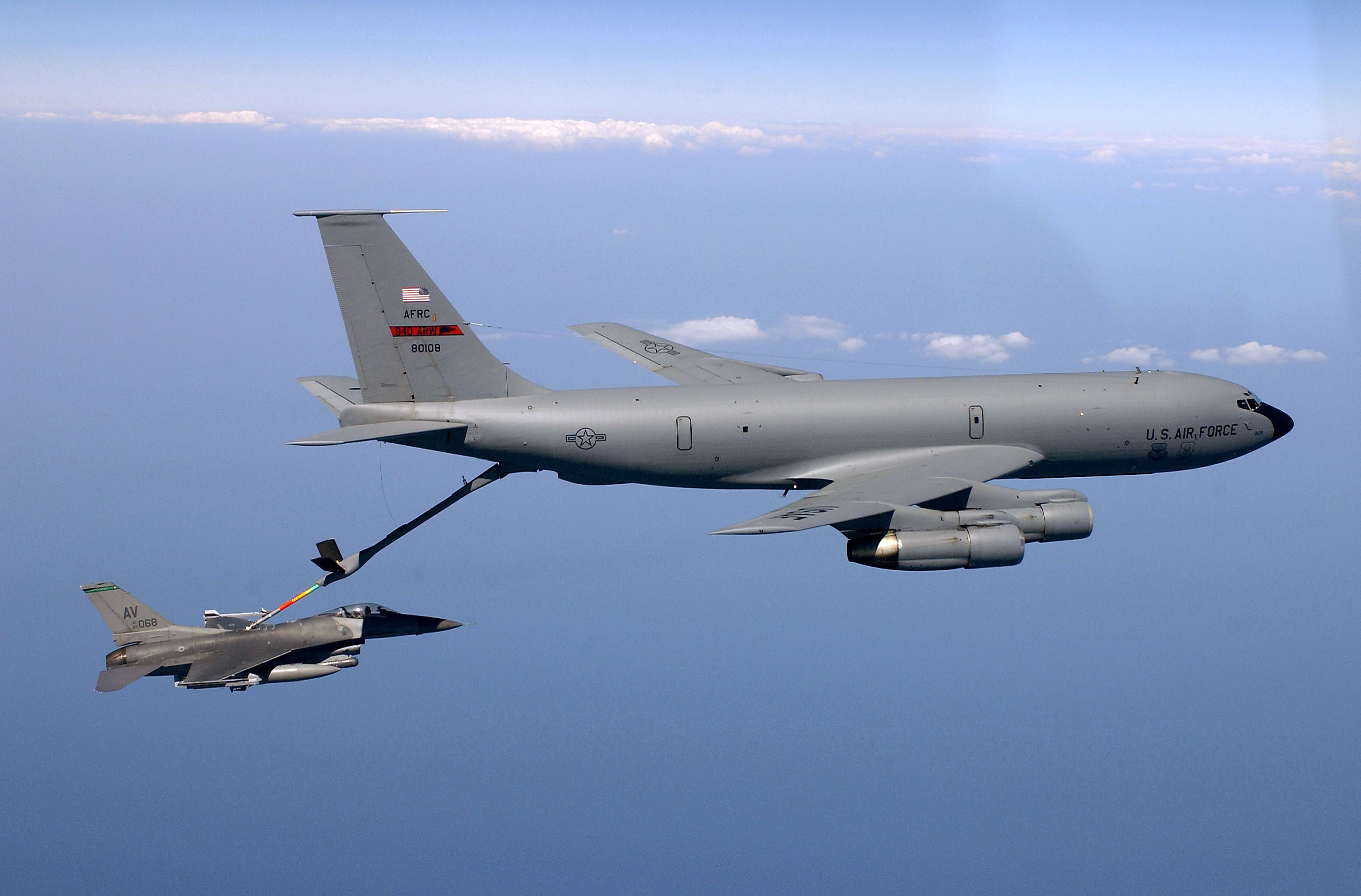
Un KC-135 Stratotanker

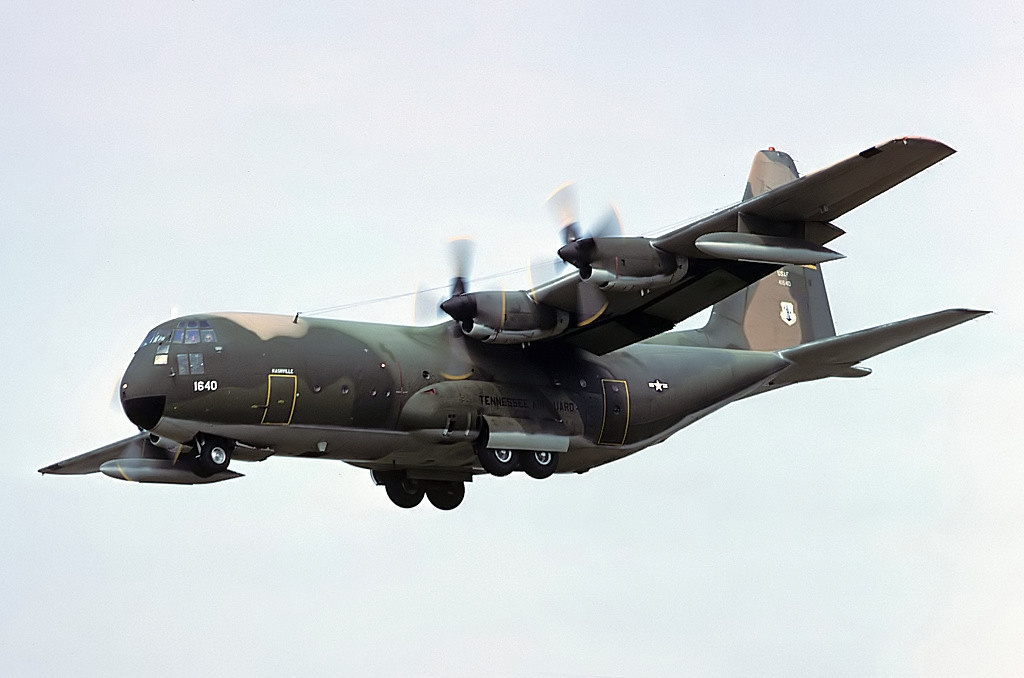
Un Lockheed C-130A Herculesen livrée camouflée.

  - North American YF-107 Ultra Sabre
  - Lockheed YF-12

- Avions de transport
  - Fairchild C-119 Flying Boxcar
  - Douglas C-124 Globemaster II
  - Lockheed C-130 Hercules
  - Fairchild C-123 Provider
  - Douglas C-133 A Cargomaster
  - Boeing C-135 Stratolifter
  - Lockheed C-140 Jetstar
  - Convair R3Y Tradewind
  - Martin RM-1Z

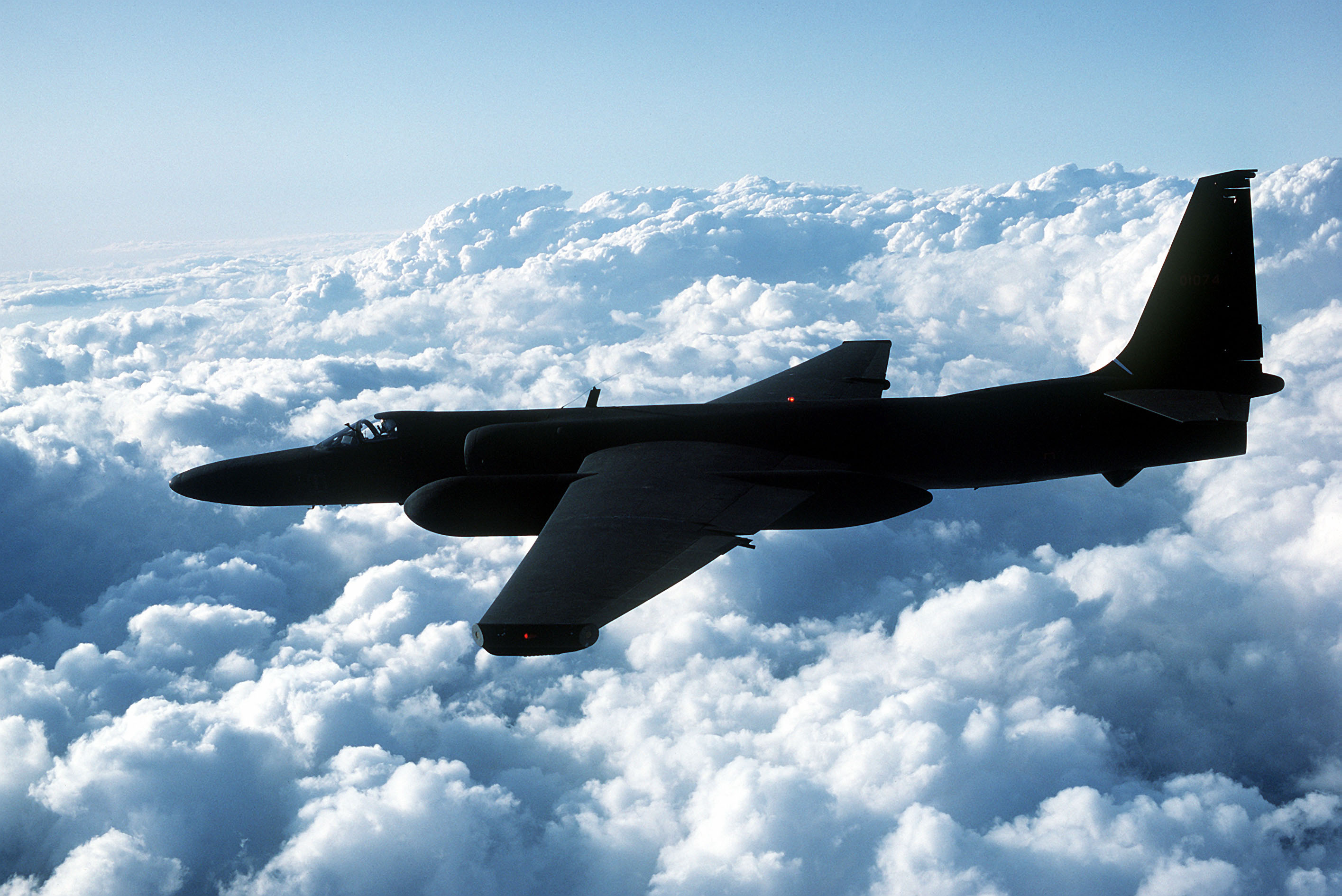
Un avion espion Lockheed U-2

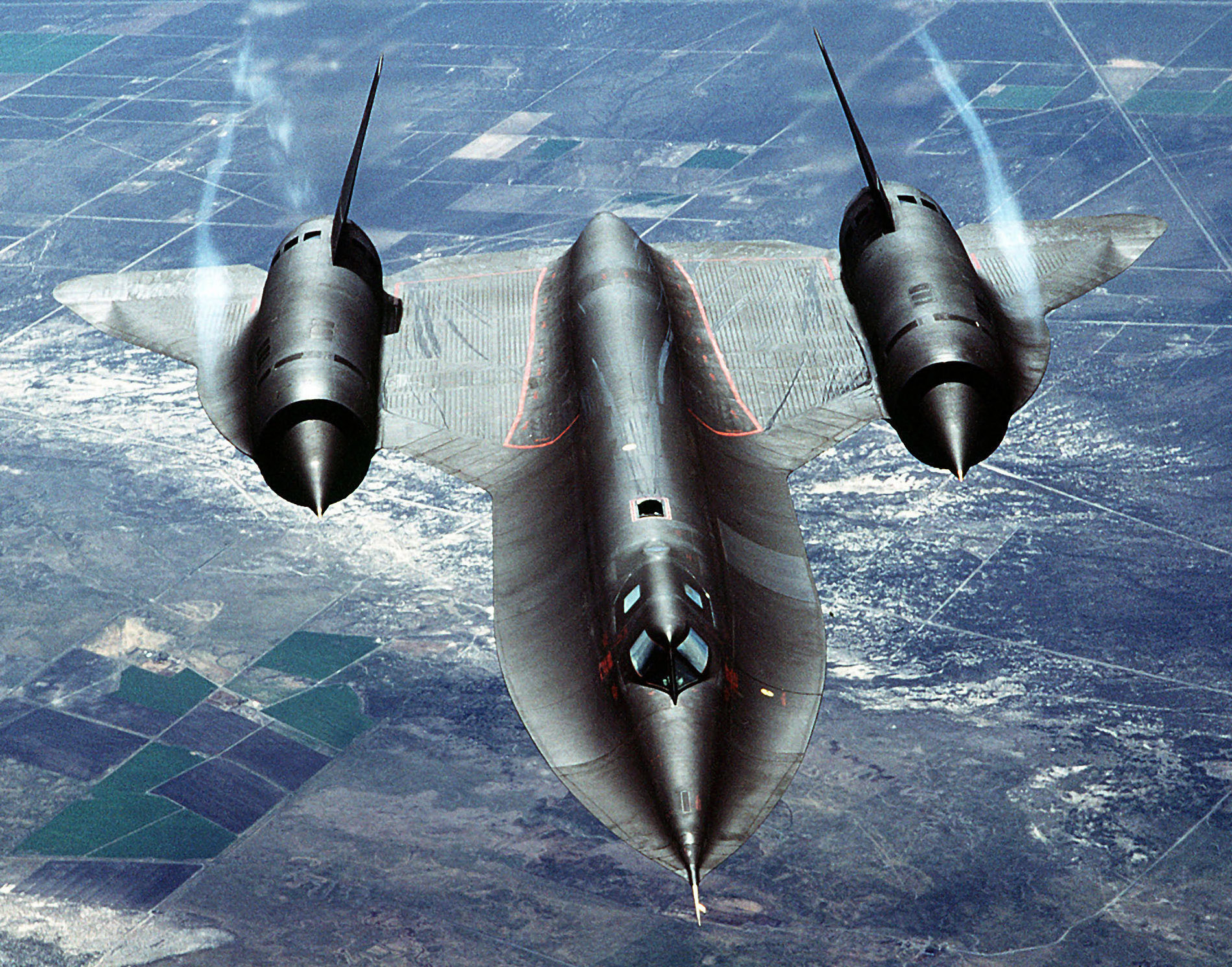
Un Lockheed SR-71 Blackbird

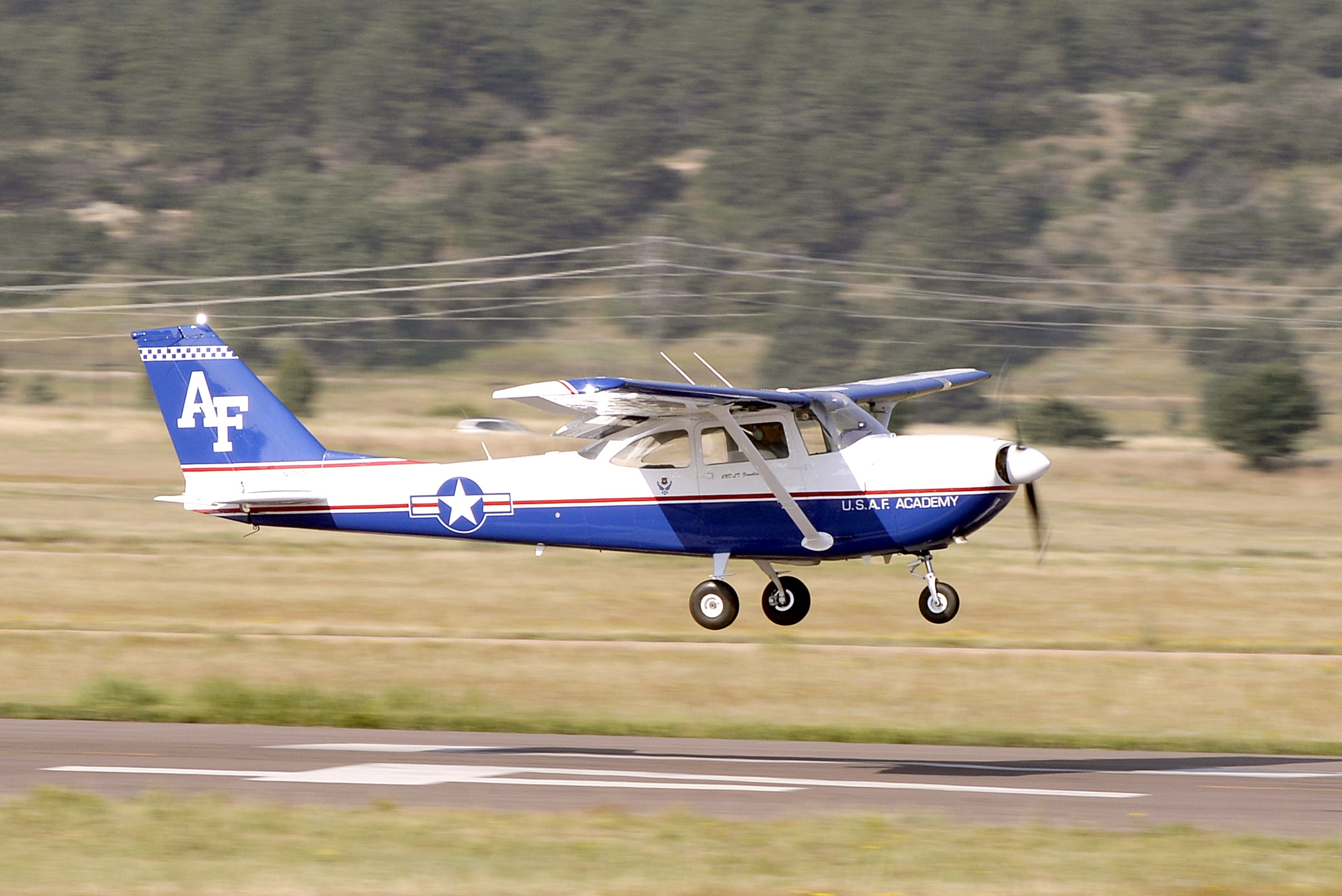
Un Cessna T-41 Mescalero

- Avions de patrouille, surveillance, reconnaissance et radar
  - Douglas RB-66 B Destroyer
  - Grumman AF Guardian
  - Grumman E-1 Tracer
  - Grumman E-2 Hawkeye
  - Grumman HU-16 Albatross
  - Lockheed P2V Neptune
  - Lockheed P-3 Orion
  - Lockheed U-2
  - Martin AM Mauler
  - Martin P4M Mercator
  - Martin P5M Marlin
  - Martin P6M Seamaster
  - Republic RF-84 Thunderjet

- Avions d'observation, d'instruction et de liaison
  - Cessna L-19 Bird Dog
  - Cessna T-41 Mescalero
  - North American T-28 Trojan
  - North American T-2 Buckeye
  - Lockheed T-33 Shooting Star
  - Northrop T-38 Talon

- Système de détection et de commandement aéroporté (AWACS)
  - EC-121 Warning Star dérivé du Super Constellation
  - E-1 Tracer dérivé du Grumman S-2 Tracker

## Avions australiens
- Chasseurs
  - CAC CA-15 Kangaroo
- Avions d'observation, instruction et de liaison
  - CAC CA-25 Winjeel

## Avions britanniques
- Avions d'attaque au sol
  - Blackburn Firebrand T.F.5
  - Bristol Brigand B.1
  - Fairey Gannet A.S.4
  - Hawker Sea Hawk F.G.A.6
  - Hawker Siddeley Buccaneer
  - Westland Wyvern S.4
- Chasseurs
  - De Havilland Hornet F.3
  - De Havilland Venom N.F.3
    - De Havilland Sea Venom

  - De Havilland Vampire
    - De Havilland Vampire F.B.5
    - De Havilland Vampire N.F.10

  - De Havilland Sea Vixen
  - English Electric Lightning
    - English Electric Lightning F.1
    - English Electric Lightning T.4

  - Gloster Meteor
    - Gloster Meteor F-8

  - Gloster Meteor N.F.11
  - Gloster Javelin F.A.W.7
  - Hawker Sea Fury
    - Hawker Sea Fury F.B.11

  - Hawker Hunter
    - Hawker Hunter F.6
    - Hawker Hunter T.7

  - Supermarine Attacker F.1
  - Supermarine Scimitar F.1
  - Supermarine Seafang F.31
- Bombardiers
  - Avro Lincoln B.1
  - Avro Vulcan
  - English Electric Canberra
  - Handley Page Victor
  - Vickers Valiant

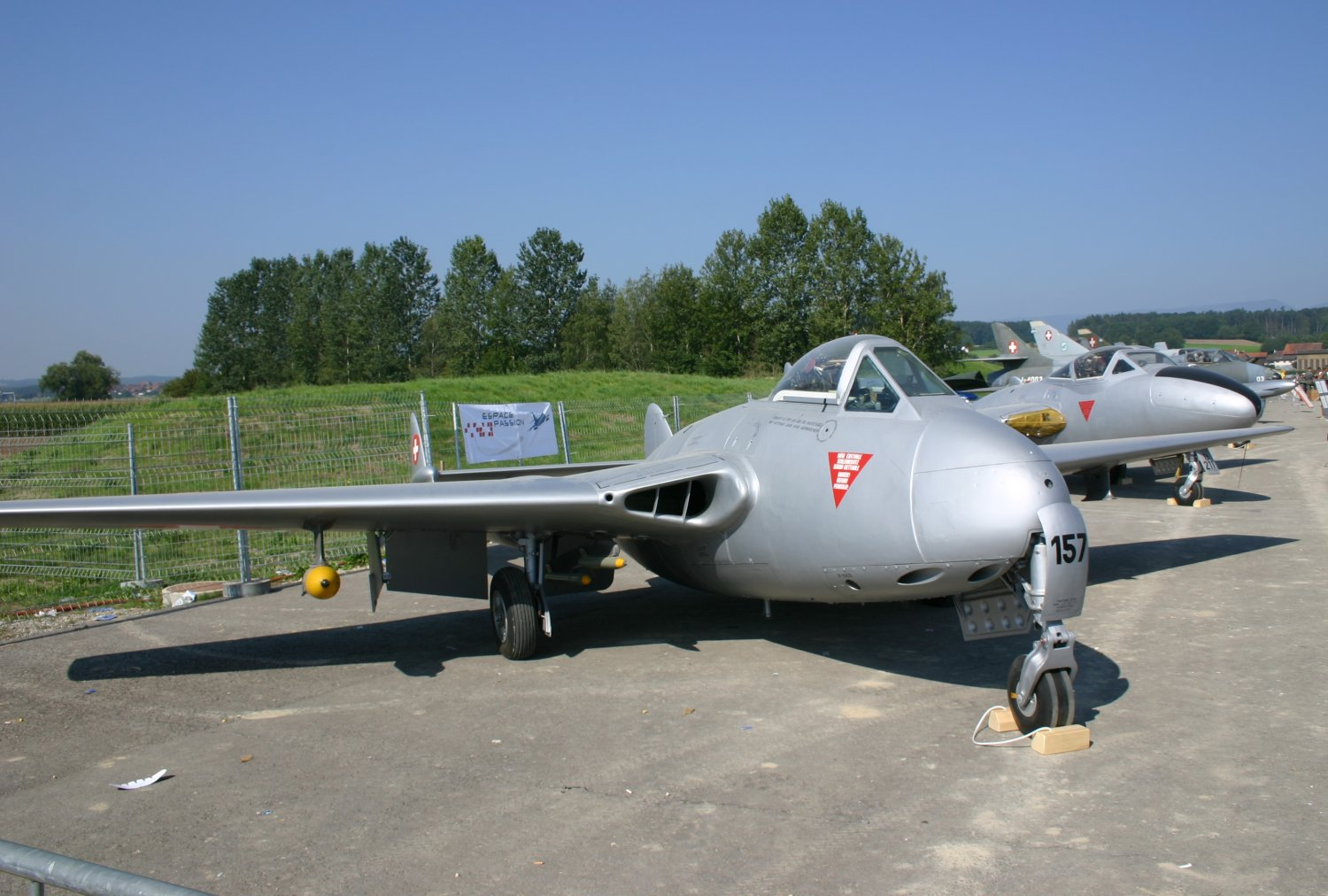
Le De Havilland Vampire

- Avions de patrouille, surveillance, reconnaissance et radar
  - Avro Shackleton M.R.3
  - Supermarine Swift F.R.5
- Avions d'observation, instruction et de liaison
  - Auster A.O.P.9
  - Boulton Paul Balliol T.2
  - Folland Gnat T.1
  - Vickers Varsity T.1
  - Hunting Percival Provost T.1
  - Hunting Percival Jet Provost T.3
  - Percival Prentice T.1
  - Vickers Varsity T.1
- Avions de transport
  - Blackburn Beverley C.1
  - Bristol Freighter C.1
  - Handley page hastings C.1
  - Short Skyvan C.1
- Hydravions
  - Saunders-Roe SR.A/1
- Prototypes
  - Boulton Paul P.111

## Avions canadiens
- Chasseurs
  - Avro CF-100 Canuck
  - Avro CF-105 Arrow

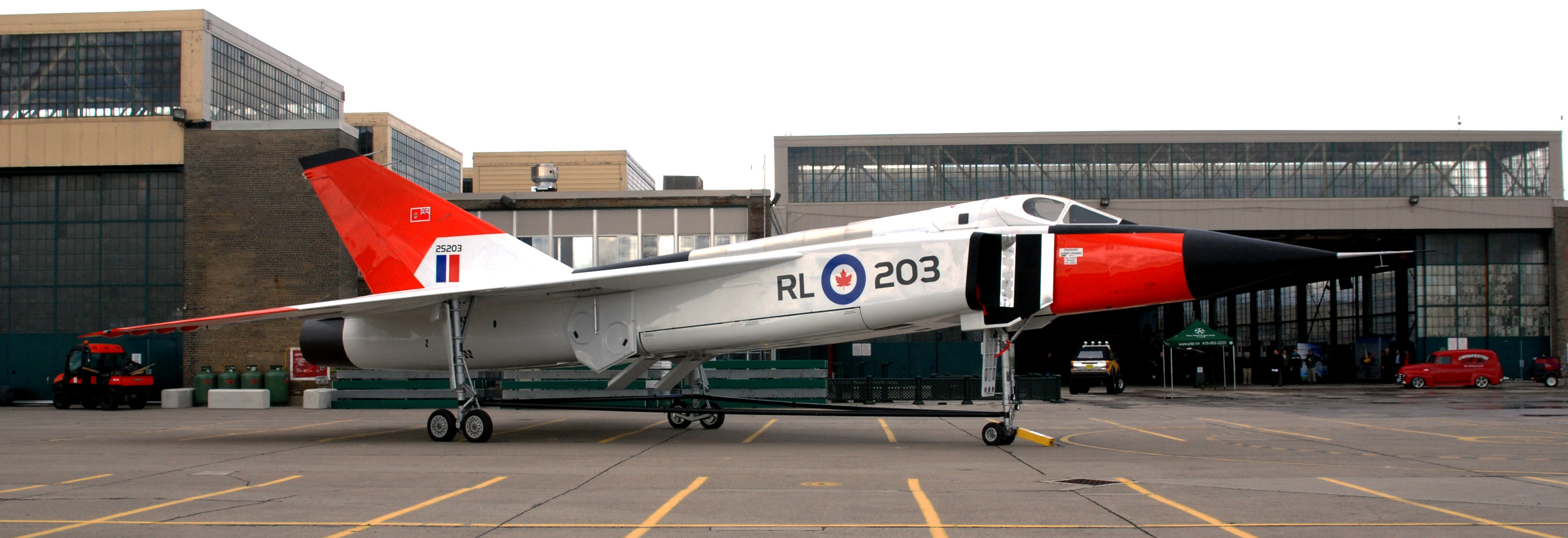
Vue d'un CF-105

- Avions de patrouille, surveillance, reconnaissance et radar
  - Canadair CL-28 Argus 2

## Avions chinois
- Bombardiers

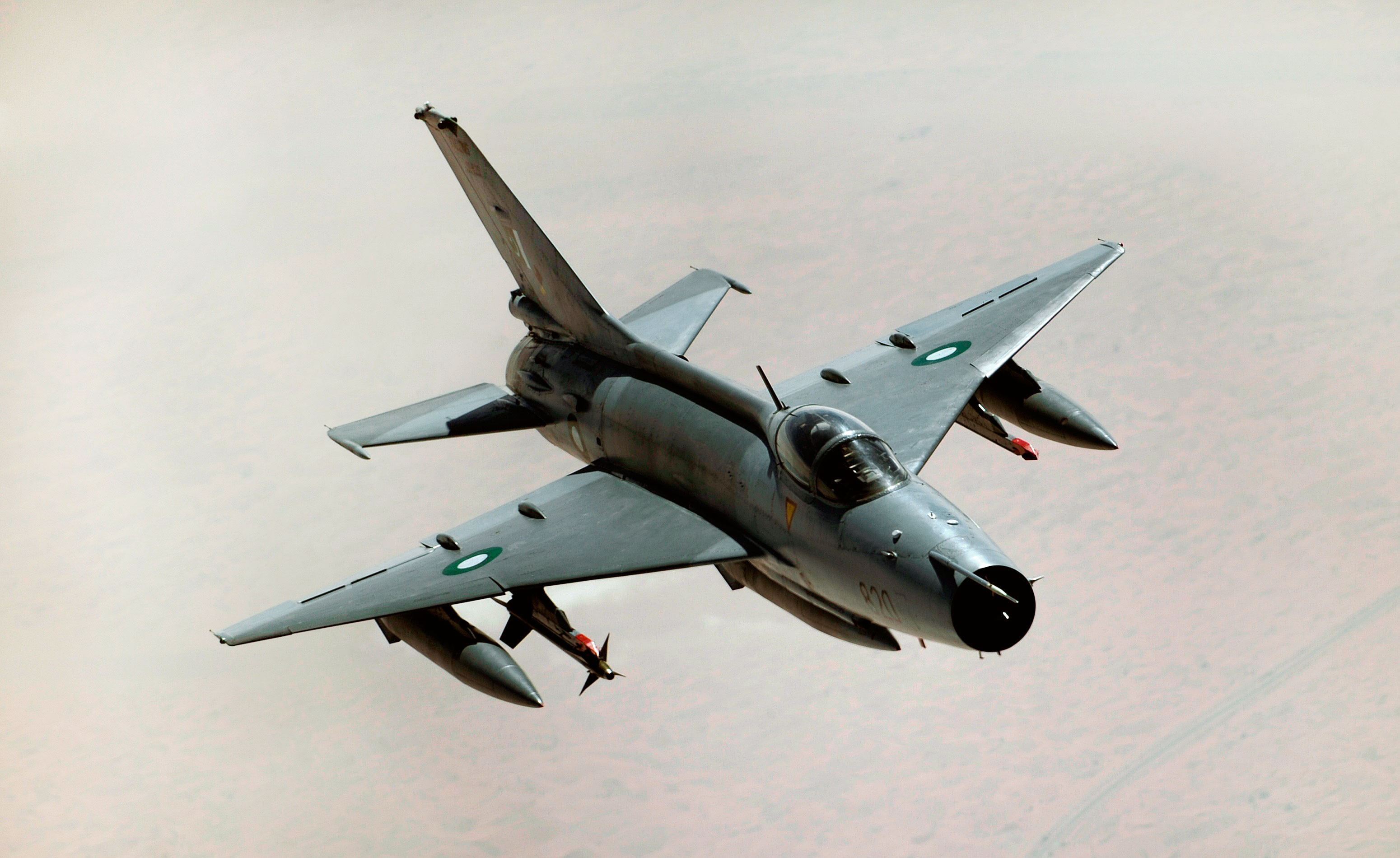
Un J-7 pakistanais en 2009

  - Q-5 Fantan (A-5 à l'export, dérivé du MiG-19)
- Chasseurs
  - J-2 (copie du MiG-15)
  - J-5 (copie du MiG-17)
  - Shenyang J-6 (F-6 à l'export, copie du MiG-19)
  - Chengdu J-7 (F-7 à l'export, copies et dérivés du MiG-21)

## Avions espagnols
- Avions de transports
  - CASA C-207 Azor

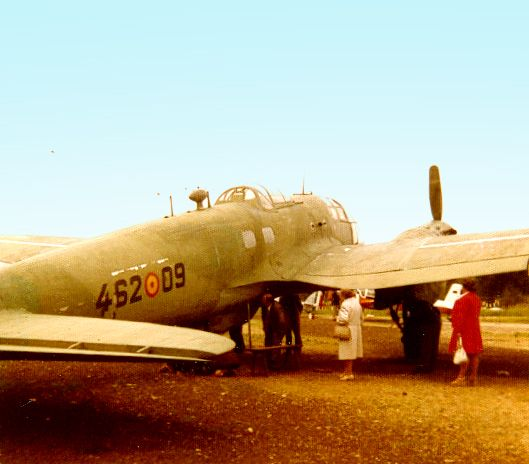
Un CASA 2.111

- Avions d'observation, instruction et de liaison
  - Hispano Aviacion HA-200 Saeta

- Bombardiers
  - CASA 2.111

## Avions européens
- Patrouilleurs maritimes
  - Breguet Atlantic
- Hélicoptères
  - Eurocopter Panther
  - Sud-Aviation Puma

## Avions finlandais
- Avions d'observation, instruction et de liaison
  - Valmet Vihuri

## Avions français
- Avions d'attaque
  - Breguet Br.1050 Alizé
- Chasseurs
  - Dassault Ouragan
  - Dassault Mystère
  - Dassault Mystère IV
  - Dassault Super Mystère B2
  - Dassault Étendard IV
  - Dassault Mirage III
  - Nord-Aviation 1405 / Gerfaut 2

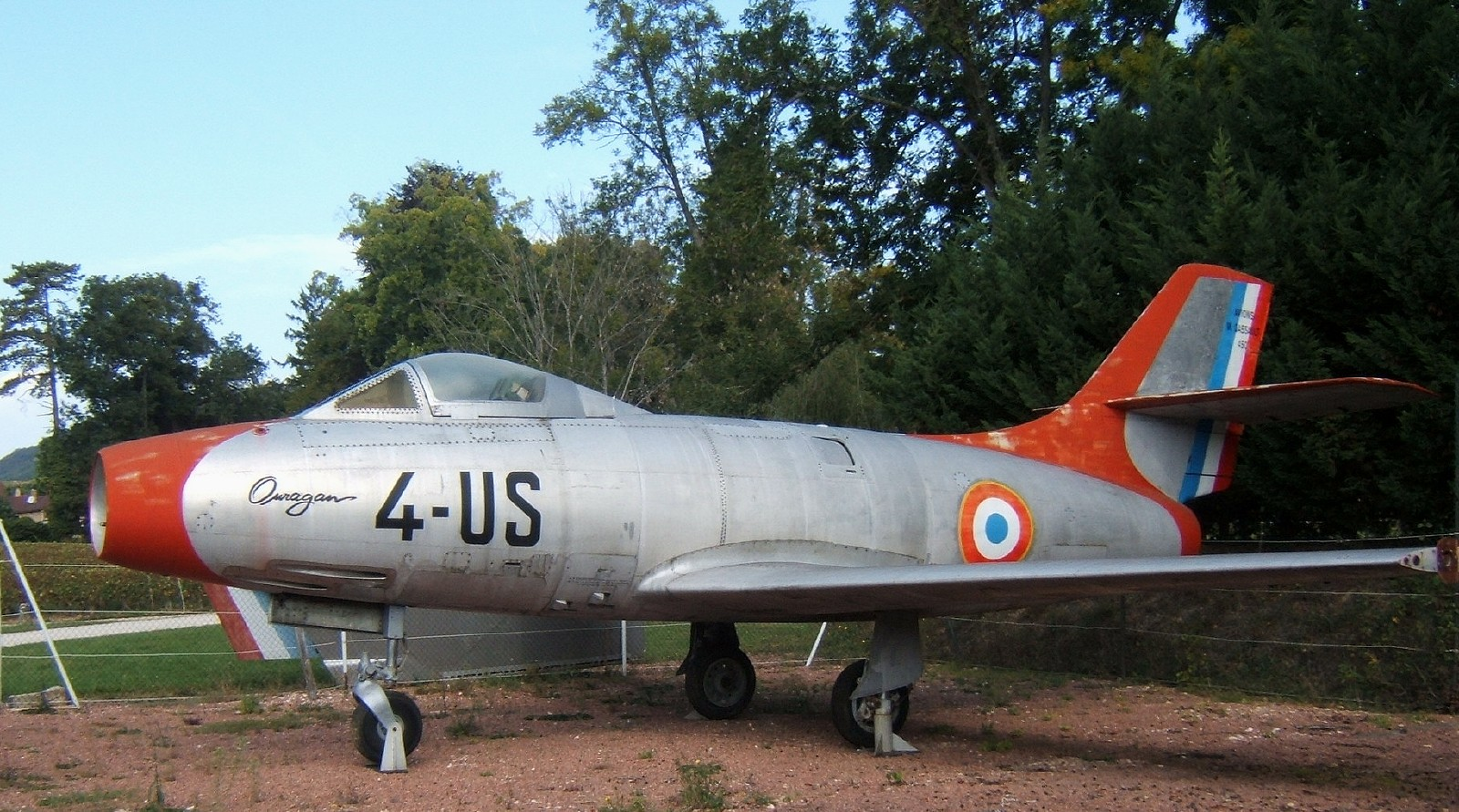
Un Ouragan

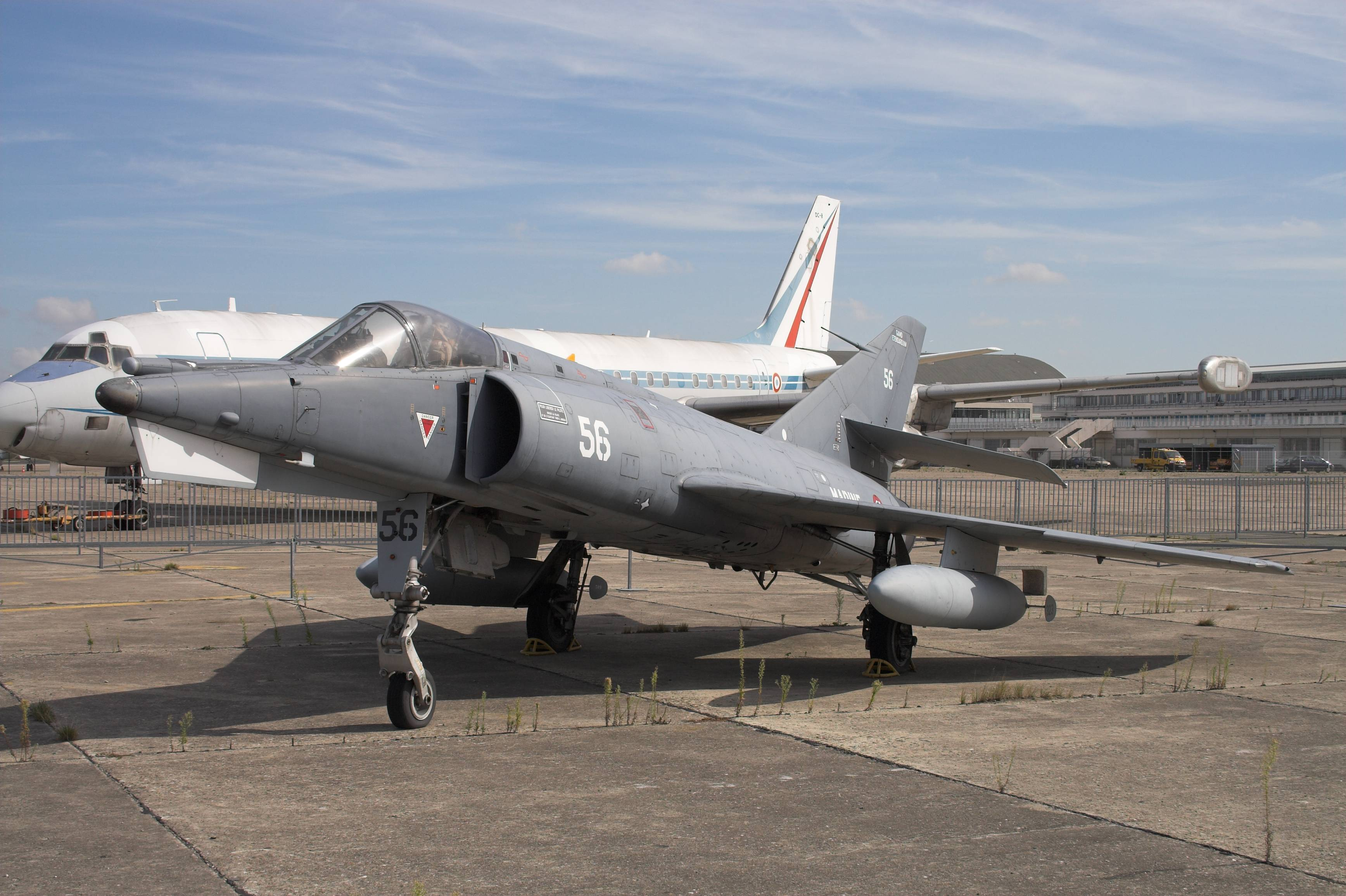
Un Étendard IV

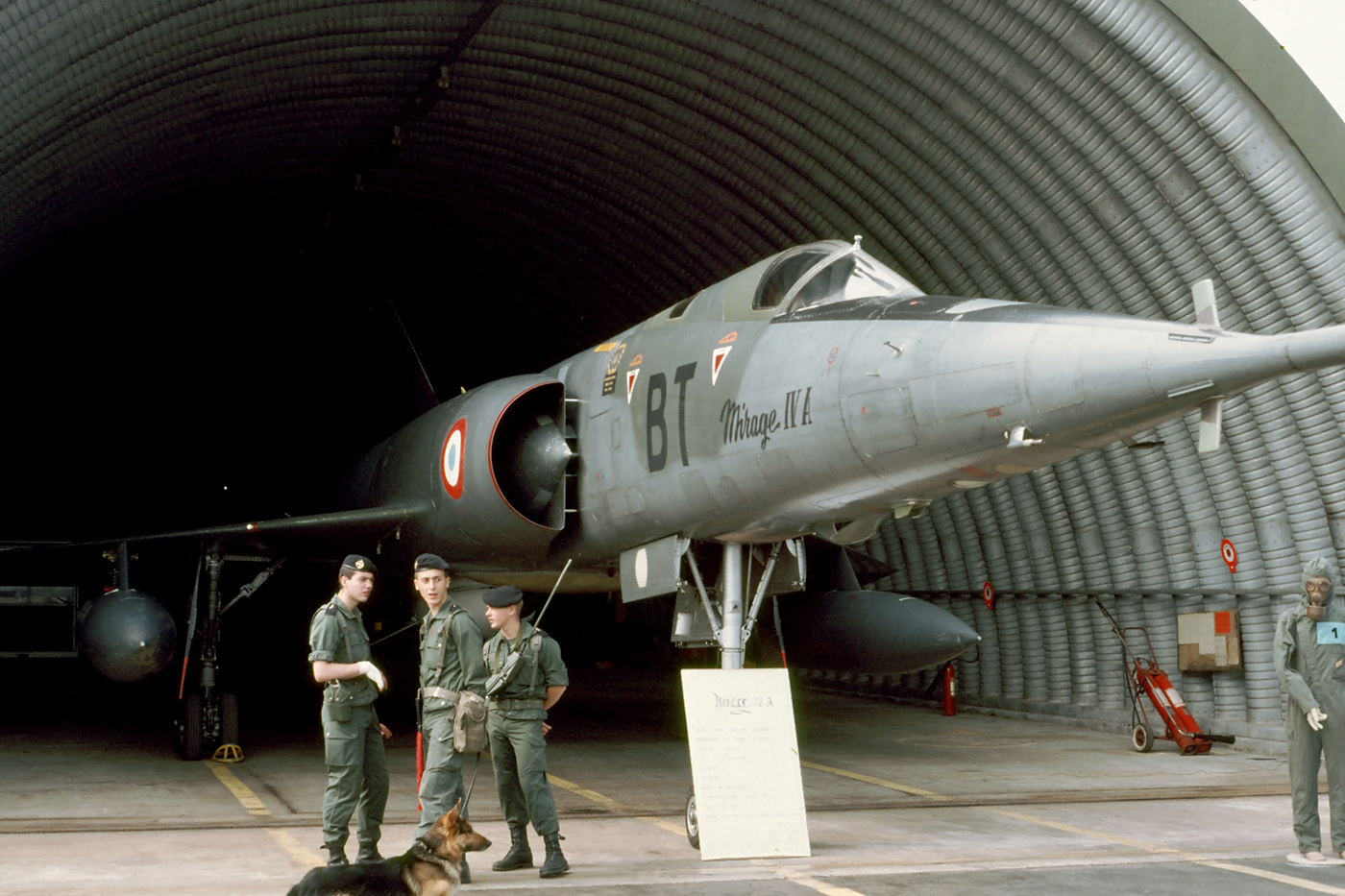
Un Mirage IV-A

  - Société nationale des constructions aéronautiques du Sud-Ouest SO.4050 Vautour
- Avions de transports
  - Nord-Aviation Nord 2501 Noratlas
  - Nord-Aviation Nord 262 Frégate
- Entraînement
  - Fouga CM.170 Magister
  - Fouga CM.175 Zéphyr
  - Nord 3202
- Bombardiers
  - Dassault Mirage IV
- Aéronavale
  - Breguet BR.1150 Atlantic
- Prototypes
  - Aerospatiale SA-610 Ludion
  - Breguet Br.500 Colmar
  - Sud-Ouest SO.7010 Pégase
  - Nord-Aviation Nord 1500 Griffon II
  - Société nationale des constructions aéronautiques du Sud-Ouest SNCASO SO.6020 Espadon
  - Société nationale des constructions aéronautiques du Sud-Ouest SO.9000 Trident

## Avions italiens
- Avions d'attaque au sol
  - Aeritalia G-91
- Avions d'observation, instruction et de liaison
  - Aermacchi MB-326
  - Fiat G.46-4B
  - Fiat G.59-4A
  - Fiat G.82 (en)
  - Piaggio P.148
  - S.A.I. Ambrosini S.7
- Avions de guerre électronique, et de reconnaissance
  - Piaggio PD-808

## Avions japonais
- Avions d'observation, instruction et de liaison
  - Fuji TIF-2

## Avions néerlandais
- Avions d'observation, instruction et de liaison
  - Fokker S.11 Instructor
  - Fokker S.14 Machtrainer

## Avions polonais
- Avions d'observation, instruction et de liaison
  - PZL TS-11 Iskra

## Avions soviétiques
- Avions d'attaque au sol
  - Yakovlev Yak-26 Flashlight
- Avion expérimental
  - Monstre de la Caspienne (KM)
- Avions d'observation, instruction et de liaison
  - Yakovlev Yak 18 Max
- Bombardiers
  - Iliouchine Il-28 Beagle
  - Miassichtchev M-4
  - Tupolev Tu-4
  - Tupolev Tu-14 Bosun
  - Tupolev Tu-16 Badger
  - Tupolev Tu-20
  - Tupolev Tu-22 Blinder
  - Yakovlev Yak-28 Brewer
- Chasseurs
  - Lavotchkine La-15 Fantail
  - Mikoyan-Gourevitch MiG-9 Fargo
  - Mikoyan-Gourevitch MiG-15 Fagot
  - Mikoyan-Gourevitch MiG-17 Fresco
  - Mikoyan-Gourevitch MiG-19 Farmer
  - Mikoyan-Gourevitch MiG-21 Fishbed
  - Mikoyan-Gourevitch I-270
  - Soukhoï Su-7 Fitter
  - Soukhoï Su-9 et Su-11 Fishpot
  - Soukhoï Su-15 Flagon
  - Soukhoï Su-17, Su-20 et Su-22 Fitter
  - Tupolev Tu-128 Fiddler
  - Tupolev Tu-98 Backfin
  - Yakovlev Yak-15 Feather
  - Yakovlev Yak-17 Feather
  - Yakovlev Yak-23 Flora
  - Yak-25 Flashlight
  - Yak-27 Flashlight
  - Yakovlev Yak-28P Firebar
  - Yakovlev Yak-30 Magnum
  - Yakovlev Yak-36
- Entraînement
  - Yakovlev Yak-11 Moose
- avions de transport
  - Antonov An-2
  - Antonov An-8
  - Antonov An-12

## Avions suédois
- Chasseurs
  - Saab J-21
  - Saab J29 Tunnan
  - Saab 32 Lansen
  - Saab 35 Draken

## Avions suisses
- Chasseurs
  - FFA P-16
- Avions d'attaque au sol
  - EFW C-3604
- Entrainement
  - EKW C-3603
  - Pilatus P-2
  - Pilatus P-3

## Avions tchécoslovaque
- Avions d'entrainement, d'attaque au sol
  - Aero L-29 Delfin
  - Aero L-39 Albatros
  - Zlín Z 26 Trener
  - Zlín Z 42

## Avions yougoslaves
- Avions d'entrainement
  - Soko 522
- avions d'attaque au sol
  - Soko G-2 Galeb
  - Soko J-20 Kraguj
  - Soko J-21 Jastreb